# Undersåkers kyrka
Undersåkers kyrka är en kyrkobyggnad i Undersåker i Jämtland. Den tillhör Undersåkers församling i Härnösands stift.

## Historia
Genom dalgången passerade en av pilgrimslederna till Nidarosdomen i Trondheim.

Öster om kyrkan ligger ruinerna efter den medeltida kyrkan, Undersåkers kyrkoruin. Det är osäkert när Undersåkers medeltida kyrka uppfördes men delar av ruinen kan vara från senare delen av 1200-talet. Man vet kyrkan brändes ned under Baltzarfejden på 1600-talet, men återuppfördes igen. 

Undersåkers gamla medeltida kyrka av sten revs när den nya kyrkan uppfördes på 1850-talet. Av den gamla kyrkan återstår murar till 1,5-2 meters höjd. Dessa består av granit och kalksten. En teckning från 1828 visar att kyrkan då bestod av ett murat långhus, täckt av sadeltak, med sakristia i öster och vapenhus i väster. Ingång fanns på vapenhusets sydsida. Väster om kyrkan stod en öppen klockstapel. År 1952 utfördes en arkeologisk undersökning i ruinen som sedan konserverades i etapper.

## Kyrkobyggnaden
Den nuvarande stenkyrkan uppfördes 1850-56 av byggmästaren Anders M. Svensson från Östersund efter ritningar av arkitekten Albert Törnqvist. Den består av rektangulärt långhus med rakslutet korparti i öster, vidbyggd sakristia vid östgaveln samt västtorn.

Kyrkan är byggd i nyklassicistisk stil. Gråstensmurarna är vitputsade utvändigt. Fönstren är stora och rundvälvda. Taken är plåtklädda. På tornet lanterninhuv med spetsig spira. Ingångar finns i väster via tornets bottenvåning samt mitt på långhusets sydsida. Kyrkorummet täcks av ett putsat flackt trätunnvalv. Innerväggarna är slätputsade. Den slutna bänkinredningen är från byggnadstiden men senare ändrad. Å 1936-37 genomgick kyrkan en ombyggnad och renovering efter program efter länsantikvarie Eric Festin. Under denna ombyggnad sattes bland annat en dörr igen mitt på långhusets norra sida. Exteriört finns dörren kvar. Entrén till sakristian togs upp vid denna ombyggnad. Även senare har kyrkan genomgått ett flertal renoveringar.

## Inventarier
- Altaruppsatsen är utförd av Göran Sundin och bildsnidaren Söderqvist vid byggnadstiden.
- Altartavlan med motivet Kvinnorna vid graven är utförd av Göran Sundin 1854-55, flankerad av målningar med Petrus och Paulus i sidopartiernas bågfält.
- Predikstolen är från 1800-talets andra hälft.
- Orgelfasaden på läktaren är snidad av Olof Andersson och Jonas Olofsson i Hålland 1873-74. Det nuvarande orgelverket är byggt 1969.
- Kororgeln är byggd 1988.
- En äldre altaruppsats från 1671, troligen ett verk av Anders Olsson i Hållborgen, är nu placerad på norra långväggen framför den igensatta porten där ett dopaltare iordningställts.
- Dopfunten är av trä från 1680-talet av jämtlandstyp med pelikan